# Jean-Claude Barran
Pour les articles homonymes, voir Barran (homonymie).
Jean-Claude Barran est un homme politique français né le 22 novembre 1942 à Narrosse et mort le 7 juillet 2015  à Bordeaux.

## Détail des fonctions et des mandats
Mandat parlementaire
- 3 septembre 1993 - 21 avril 1997 : Député de la 3e circonscription de la Gironde